# Khynysly
Khynysly är en ort i Azerbajdzjan.   Den ligger i distriktet Kürdämir rayonu, i den centrala delen av landet, 140 km väster om huvudstaden Baku. Khynysly ligger 7 meter över havet och antalet invånare är 1 970.
Terrängen runt Khynysly är mycket platt. Närmaste större samhälle är Kürdämir, 11,5 km väster om Khynysly.
Trakten runt Khynysly består till största delen av jordbruksmark. Runt Khynysly är det ganska tätbefolkat, med 54 invånare per kvadratkilometer.